# Alfred Tistaert
Alfred Tistaert, voluit Joannes Franciscus Alfred (Hekelgem, 10 april 1873 - Aalst, 11 juni 1936) was een sportarts en organisator van wielerwedstrijden. 

## Loopbaan
In zijn geboorteplaats Hekelgem stichtte hij later een dokterspraktijk. Dokter Tistaert was in 1912 een van de eerste medewerkers van Sportwereld. Hij organiseerde wielerwedstrijden in de Denderstreek en ondersteunde jonge wielrenners. Hij stichtte in 1911 de Veloclub De Denderstreek. Tistaert werd in 1924 benoemd tot Ridder van de Kroonorde.
Op kermisdinsdag 23 augustus 1932 werd Tistaert derde in de door het Sportcomité "Bevegem-Vooruit" ingerichte "Groote Velokoers voor beroepsrenners". De jaarlijkse wielerwedstrijd in Zottegem kreeg na Tistaerts overlijden in 1936 de naam "Grote Prijs Dokter Tistaert". Dokter Tistaert had er immers voor gezorgd dat de aankomst van de Ster der Juniors en de Grote Prijs Pompen Mistral in Zottegem lag. Tussen 1971 en 1998 had de wedstrijd de dubbele naam Herinneringsprijs Dokter Tistaert - Prijs Groot-Zottegem In 1999 werd de naam gewijzigd in G.P. Zottegem - Tistaertprijs en in 2020 in Egmont Cycling Race.
Na zijn overlijden werd de wielerclub Dokter Tistaertvrienden opgericht om de Grote Prijs Affligem te blijven organiseren (die Tistaert had opgericht).